# Cambaremys langertoni
O Cambaremys langertoni é uma espécie fóssil de uma tartaruga, apresentada em 2005 pelos pesquisadores Marco Aurélio Gallo de França e Max Cardoso Langer, da Universidade de São Paulo (USP), campus de Ribeirão Preto.